# Hélio Dantas
Hélio Dantas (Aracaju, 25 de agosto de 1934, Rio de Janeiro, 30 de agosto de 2013), foi um empresário e político brasileiro, nascido em Sergipe.

## Biografia
Filho de Orlando Vieira Dantas e de Dulce Meneses Dantas. Aluno do curso de formação de oficiais no Centro de Preparação de Oficiais da Reserva (CPOR) do Exército no Rio de Janeiro. De volta a Sergipe atuou como empresário dirigindo usinas de beneficiamento de açúcar e álcool e a Companhia Agrícola de Sergipe, além de integrar o conselho diretor da Companhia de Saneamento do Estado de Sergipe. Foi também diretor da Gazeta de Sergipe.
Eleito deputado estadual pela ARENA em 1974 e 1978, chegou a presidir a Assembleia Legislativa. Findo o bipartidarismo migrou para o PDS e foi eleito deputado federal em 1982. Ausente da votação da Emenda Constitucional Dante de Oliveira, votou em Tancredo Neves no Colégio Eleitoral. Após rápida passagem pelo PFL foi candidato a senador pelo PMDB em 1986, mas não obteve êxito.
Em 1995 tornou-se presidente do conselho deliberativo do Serviço Brasileiro de Apoio às Micro e Pequenas Empresas e em 1999 tornou-se superintendente da seção sergipana dessa entidade. Nesse ínterim passou do PSDB para o PTB em 2007.
Falecimento
Em março de 2013 Hélio foi operado no hospital Copa D’Or no Rio, para retirada de um tumor. Ele se submeteu ao tratamento de radioterapia e aparentava melhoras. Mas no final da primeira quinzena de agosto os médicos diagnosticaram outro tumor localizado na cabeça. Hélio se submeteu a outra cirurgia e chegou a receber alta do hospital.
De acordo com o sobrinho do ex-deputado, Paulo Dantas, o tio após ter recebido alta médica começou a ter dificuldades respiratórias e foi encaminhado para à Unidade de Terapia Intensiva (UTI) do hospital, mas não resistiu e veio a óbito.